# Pivce, Zdolbuniv
Pivce (în ucraineană Півче) este localitatea de reședință a comunei Pivce din raionul Zdolbuniv, regiunea Rivne, Ucraina.

## Demografie
Componența lingvistică a localității Pivce
     Ucraineană (99,73%)
     Alte limbi (0,27%)
Conform recensământului din 2001, majoritatea populației localității Pivce era vorbitoare de ucraineană (99,73%), existând în minoritate și vorbitori de alte limbi.